# Jacek Pyl
Jacek Pyl (ur. 17 sierpnia 1962 w Garwolinie) – polski duchowny rzymskokatolicki, oblat, biskup pomocniczy odesko-symferopolski od 2013.

## Życiorys
W 1981 wstąpił do nowicjatu Misjonarzy Oblatów. 20 czerwca 1988 został wyświęcony na prezbitera przez arcybiskupa Jerzego Strobę. Po święceniach pełnił funkcję socjusza mistrza nowicjatu na Świętym Krzyżu. Od 1990 pracował na Ukrainie, pełniąc funkcje m.in. przełożonego tamtejszej delegatury zakonnej oraz proboszcza parafii w Tywrowie.
23 listopada 2012 papież Benedykt XVI mianował go biskupem pomocniczym diecezji odesko-symferopolskiej ze stolicą tytularną Nova Sinna. Sakry udzielił mu 5 stycznia 2013 biskup Bronisław Bernacki.